# Estadio La Catedral
El Estadio La Catedral (también conocido como Estadio del Mariscal de Santaní) es un estadio de fútbol de Paraguay ubicado en la ciudad de San Estanislao, que posee una capacidad para 4.500 espectadores y es propiedad del Club Mariscal López de San Estanislao de la cuarta división. También es utilizado frecuentemente por el Deportivo Santaní de la Segunda División.

## Origen del nombre
Recibe su nombre debido a que se encuentra en el centro histórico de la ciudad, a 200 metros de la Catedral de San Estanislao. También es llamado  el estadio del Mariscal de Santaní, debido al nombre del club.

## Historia
Fue inaugurado el 1 de marzo de 1942, como una pequeña cancha utilizada para partidos de la Liga Santaniana de Deportes. Con el paso del tiempo fue creciendo a la vez que la ciudad de San Estanislao, y se agregaron graderías de madera, que luego se convirtieron en graderías de cemento, con una capacidad modesta para 500 espectadores.
En el año 2018, el estadio inició un proceso de remodelación para que sea utilizado por el Club Deportivo Santaní, que ese año había ascendido a la Primera División, pero el club descendió en la temporada 2019 y luego por la pandemia de covid-19 el proyecto se retrasó un tiempo, pero en mayo de 2023, finalizó la remodelación del estadio, con una infraestructura completamente nueva y una capacidad que llega a los 4.500 espectadores sentados.
En el año 2023 el recinto fue utilizado por varios equipos para disputar sus partidos de la Copa Paraguay.